# 豊中市立第十一中学校
豊中市立第十一中学校（とよなかしりつ だいじゅういちちゅうがっこう）は、大阪府豊中市西緑丘二丁目にある公立中学校。

## 概要
1995年に生徒会活動により生徒憲章を制定。後述の通り、約一か月後に制服の規定を廃止、私服での登校が可能となった。

## 沿革
- 1973年[2]
  - 4月1日 - 豊中市立第十一中学校として、豊中市大字少路969番地（現在地・当時の住所表示）に開設。（豊中市立第二中学校より分離）
  - 10月9日 - 体育館竣工。この日を創立記念日とする。
- 1976年
  - 4月1日 - 文部省から、帰国生徒教育研究協力校の指定を受ける。
  - 5月12日 - 校地の南側に第2運動場を設置
- 1977年3月13日 - 校歌制定（作詞：上田幸子、作曲：團伊玖磨）
- 1983年4月1日 - 帰国生徒受け入れ推進地域センター校に指定される。
- 1995年11月22日 - 生徒憲章制定。
- 1996年1月8日 - 自由服導入。
- 2001年 - 国際化推進センター校として位置づけられる。

## 通学区域
- 豊中市立少路小学校の通学区域全域。
- 豊中市立上野小学校、豊中市立東豊中小学校、豊中市立東豊台小学校、豊中市立桜井谷東小学校の通学区域のそれぞれ一部。[3]

## 著名な出身者
- 大塚高司 - 政治家
- 大黒将志 - サッカー選手
- 木下典明 - アメリカンフットボール選手
- 菅沼駿哉 - サッカー選手
- 前田綾子 - フルート奏者
- 西池和人 - 陸上競技選手

## 交通
- 少路駅 北東へ約800m（徒歩約10分）。
- 阪急バス47番系統・緑丘停留所。